# Chelis
Chelis is een geslacht van vlinders van de familie spinneruilen (Erebidae), uit de onderfamilie Arctiinae.

## Soorten
- C. cecilia (Kindermann, 1853)
- C. dahurica (Boisduval, 1832)
- C. maculosa (Gerning, 1780)
- C. simplonica (Boisduval, 1840)